# Шамейский
Шамейский — посёлок в Малышевском муниципальном округе Свердловской области России.

## География
Посёлок Шамейский расположен в 4,5 километрах (по автодороге в 8 километрах) к востоку от посёлка Малышева, на левом берегу реки Шамейки (левого притока реки Большого Рефта), в полутора километрах от устья. В посёлке имеется пруд.

## История
Посёлок возник как поселение старателей на речке Шамейке. Точный год основания посёлка не установлен. Известно, что в 1819 году посёлок уже существовал и назывался Покровско-Даниловский прииск.
Жители посёлка занимались добычей россыпного золота. С открытием легальных золотых приисков, как частных, так и казённых, добыча золота стала вестись на промышленной основе. В частности, была построена дробильная фабрика, заложены шахты. На речке Шамейке было создано три пруда, самый крупный по состоянию на 2021 год ещё существует. Для обеспечения деятельности приисков была построена узкоколейная железная дорога, где использовались вагонетки фирмы "Коппель" на, по-видимому, конной тяге.
В середине XIX века в поселке проживало больше пятидесяти семей золотодобытчиков. Был построен дом управляющего и контора прииска.
С последней четверти XIX века в золотопромышленности начался кризис. Возможно, главной причиной его наступления является истощение золотых россыпей. Это привело к оттоку населения с приисков, в том числе и из посёлка Шамейский. Предположительно, промышленная добыча золота в районе Шамейского прекратилась в 1910 году.
В 1899 году на Шамейском прииске Поклевских было 2 жилых постройки. Те же данные за 1909 г. В 1926 году Шамейка именуется выселком и относится к Режевскому сельсовету. Здесь 7 домов и 34 жителя обеих полов. В 1928 году Шамейка также режевская, число дворов 8, 33 жителя. Выселок образован официально (по данным административного справочника) в 1922 г. После образования Асбестовского района п. Шамейка отошёл к нему.
Иногда встречается упоминание, что посёлок был основан в 1925 году. По-видимому, на тот момент он просто был официально учтён под именем Шамейский.
После установления советской власти в окрестностях посёлка Шамейский была возобновлена добыча золота, и продолжалась она до начала 1950-х годов. В посёлке в 1930-х - 1940-х годах действовал магазин, где можно было поменять золото на товары. Кроме того, в посёлке было налажено сельское хозяйство - засеивались большие поля (ныне не существуют, в конце 1950-х годов засеяны лесопосадками), существовал конный двор, было большое стадо коров, разводили свиней и птицу. По состоянию на 1960 год в посёлке проживало около 1500 человек. Имелась школа, три магазина, медпункт, клуб, пекарня, почтовое отделение.
По-видимому, прекращение добычи золота, а также появление новых рабочих мест и масштабное строительство благоустроенного жилья в посёлке Малышева и городе Асбест стали причинами оттока населения из посёлка.
По состоянию на 2021 год в посёлке отсутствует какое-либо производство, отсутствуют также сельскохозяйственные предприятия.

## Население
| 2002 | 2010 |
| ---- | ---- |
| 57   | ↘43  |